# Scituate (Massachusetts)
Scituate és una població dels Estats Units a l'estat de Massachusetts. Segons el cens del 2000 tenia 17.863 habitants.

## Demografia
Segons el cens del 2000, Scituate tenia 17.863 habitants, 6.694 habitatges, i 4.920 famílies. La densitat de població era de 401,5 habitants/km².
Dels 6.694 habitatges en un 34,4% hi vivien nens de menys de 18 anys, en un 62,5% hi vivien parelles casades, en un 8,2% dones solteres, i en un 26,5% no eren unitats familiars. En el 22,2% dels habitatges hi vivien persones soles el 10,4% de les quals corresponia a persones de 65 anys o més que vivien soles. El nombre mitjà de persones vivint en cada habitatge era de 2,64 i el nombre mitjà de persones que vivien en cada família era de 3,13.
Per edats la població es repartia de la següent manera: un 26,1% tenia menys de 18 anys, un 4,2% entre 18 i 24, un 27,7% entre 25 i 44, un 26,8% de 45 a 60 i un 15,3% 65 anys o més.
L'edat mediana era de 41 anys. Per cada 100 dones de 18 o més anys hi havia 87,9 homes.
La renda mediana per habitatge era de 70.868 $ i la renda mediana per família de 86.058$. Els homes tenien una renda mediana de 60.322 $ mentre que les dones 40.200$. La renda per capita de la població era de 33.940$. Entorn de l'1,4% de les famílies i el 2,6% de la població estaven per davall del llindar de pobresa.